# Forêt nationale de Chippewa
La forêt nationale de Chippewa est une forêt fédérale protégée situé au Minnesota, aux États-Unis.
Elle s'étend sur une surface de 6 500 km2, et a été créée en 1908.
Elle inclut la Battleground State Forest et la Remer State Forest, des aires protégées.